# 羅薩斯堡宮

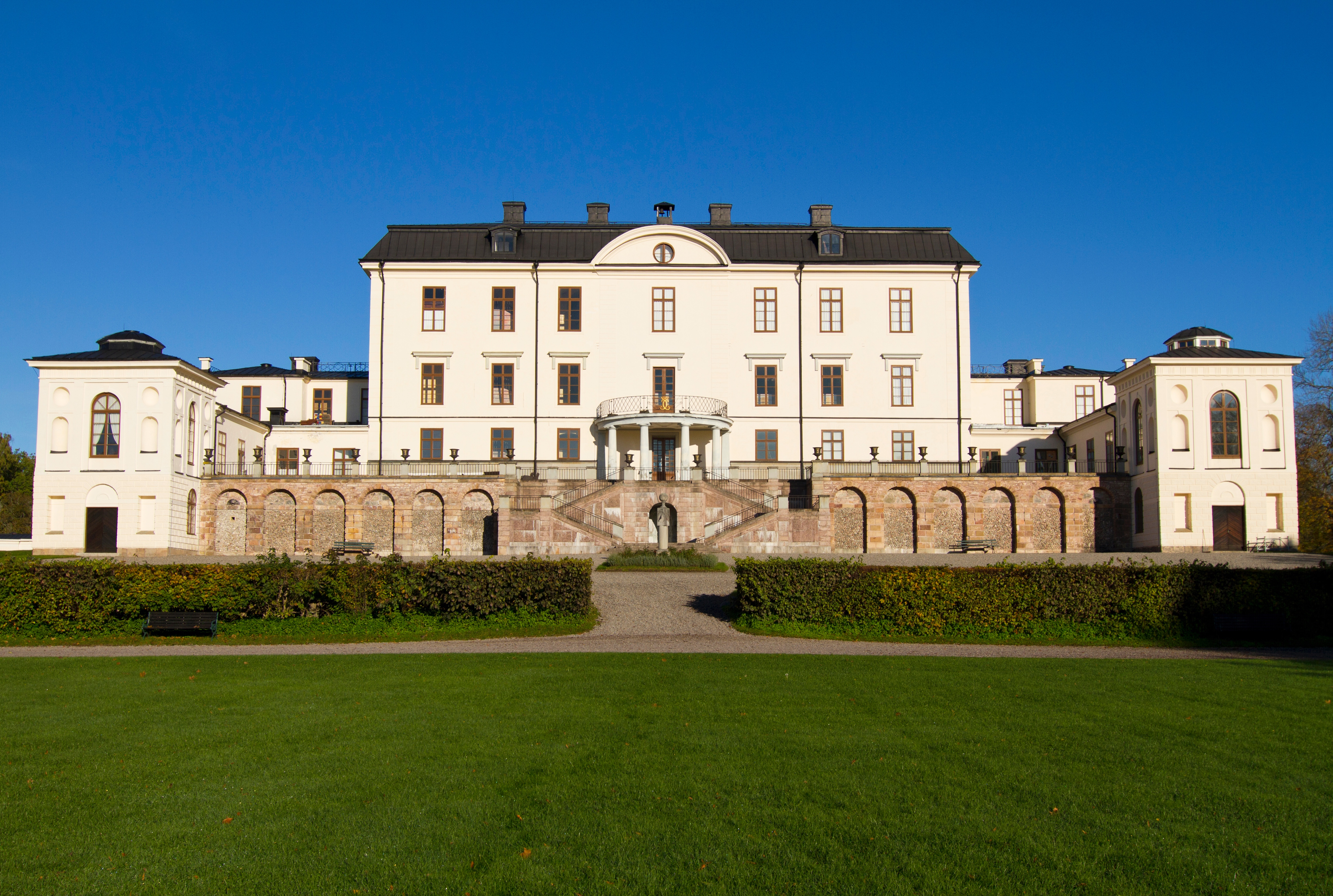
羅薩斯堡宮

羅薩斯堡宮（瑞典語：Rosersbergs slott）是瑞典王室的宮殿之一，位於斯德哥爾摩郊外的梅拉倫湖畔。羅薩斯堡宮修建於1630年代，並在1726年成為王室宮殿。